# 札幌創成高等学校
札幌創成高等学校（さっぽろそうせいこうとうがっこう、英称：Sapporo Sosei High School）は、北海道札幌市北区北29条西2丁目1-1にある私立高等学校。学校法人創成学園が運営する。全日制普通科。
運動部が盛んなスポーツ強豪校であり、道内の各種スポーツ大会にも度々出場しているほか、プロ野球選手・プロサッカー選手も輩出している。

## 沿革
- 1963年（昭和38年）12月 - 学校法人創成学園 札幌創成高等学校 全日制過程普通科認可[1]。
- 1964年（昭和39年）4月 - 札幌創成高等学校開校、校章・校旗制定[1]。
- 1965年（昭和40年）10月 - 校舎完成、校歌制定[1]。
- 1967年（昭和42年）3月 - 第1回卒業式、同窓会結成[1]。
- 1990年（平成2年）
  - 4月 - 新校舎へ移転、制服を変更、スクールマーク制定[1]。
  - 9月 - 新校舎が完成[1]。
- 2004年（平成16年）10月	- 創立40周年記念事業を実施、記念誌を発行[1]。
- 2007年（平成19年）4月 - 制服を変更[1]。
- 2008年（平成20年）8月 - 石狩多目的グラウンド完成[1]。
- 2014年（平成26年）10月	- 創立50周年記念式典を挙行、記念行事を開催、記念誌を発行[1]。
- 2023年（令和5年）
  - 3月 - 第57回卒業式、累計卒業者が18,849名に達する[1]。
  - 4月 - 第60回となる入学式を挙行[1]。

## 教育課程
- 全日制課程
  - 普通科
    - S選抜コース
    - A特進コース
    - 特進コース

## 表彰
- 文部科学省 読書活動優秀実践校 (2007年受賞[1])

## 施設
- 室内練習場[2]
- 武道場[2]
- 石狩多目的グラウンド (石狩市花畔180番地1)[2]

ナイター照明も完備している。

## 学校行事
各月の行事は以下の通り。
- 4月 - 入学式、前期始業式、宿泊研修
- 5月 - 高体連・高野連壮行会
- 6月 - 前期中間考査、遠足
- 7月 - 創成祭、夏季休業、夏季講習
- 8月 - 夏の合宿
- 9月 - 前期期末考査、前期終業式、秋季休業
- 10月 - 後期始業式
- 11月 - 修学旅行、語学研修・海外留学(2年)、後期中間考査
- 12月 - 冬季休業、冬季講習
- 1月 - 冬季講習、学年末考査(3年)
- 2月 -
- 3月 - 学年末考査(1・2年)、卒業式、後期終業式、春季休業

## 部活動
- 体育系
  - 野球部 (強化指定クラブ[4]) - 全国高等学校野球選手権大会南北海道大会 出場3回 (ベスト8 2019年)[5] - 秋季北海道高等学校野球大会 出場2回。[5]
  - サッカー部 (強化指定クラブ[4]) - 全国高等学校サッカー選手権大会北海道大会 出場3回 (3位2回 2015年,2018年）[6]、全国高等学校総合体育大会北海道大会 出場4回 (3位 2016年、ベスト8 2017年)[6]、高円宮杯 JFA U-18サッカープリンスリーグ北海道 出場8回 (4位 2012年)[6]。
  - 陸上部 (強化指定クラブ[4])
  - 女子バスケットボール部 - 全国高等学校バスケットボール選抜優勝大会北海道予選会 出場2回 (ベスト8 2回 2014年,2015年)[7]、全国高等学校バスケットボール選手権大会 出場1回 (ベスト16 2012年)、全国高等学校総合体育大会バスケットボール競技大会北海道予選会 出場2回 (ベスト8 2017年,2018年)[7]、北海道高等学校バスケットボール選手権大会 出場3回 (ベスト8 3回 2013年,2015年,2016年)[7]、北海道高等学校バスケットボール新人大会 出場2回 (ベスト8 2回 2015年,2017年)[7]。
  - 男子バスケットボール部
  - ソフトテニス部
  - 男子バドミントン部
  - 女子バドミントン部
  - バレーボール部
  - 卓球部
  - 剣道部
  - ボクシング部
- 文化系
  - 吹奏楽部
  - 太鼓部 - 北海道高等学校郷土研究発表大会 (最優秀賞1回 2012年、優秀賞3回 2013年-2015年)[8]。
  - よさこい部
  - 美術部
  - 写真部 - 第48回 全道高等学校写真展・研究大会（令和６年度：全道最優秀賞受賞・全国大会4作品出品）（URL）
  - 書道部
  - 茶道部
  - 華道部
  - 家庭科部
  - パソコン部
  - ボランティア部
  - マンガ・イラスト部
- 外局
  - 編集局
  - 放送局
  - 図書局
- 同好会
  - 生徒会支援同好会
  - 英米語同好会
  - イノベーション同好会
  - クイズ研究同好会
  - 演劇同好会
  - 科学同好会
  - 軽スポーツ同好会
  - 合唱同好会
  - 文芸同好会
  - Fieldwork同好会

## 提携姉妹校
- オーストラリア
  - ギルフォード・ヤング・カレッジ（英語版） (1998年提携[1])
  - タンボリン・マウンテン・ステイト・ハイスクール（英語版） (2004年提携[1])
- ニュージーランド
  - マウント・アスパイアリング・カレッジ（英語版） (2003年提携[1])

## 交通アクセス
鉄道（札幌市営地下鉄）
- 南北線「北34条駅」5番出口より徒歩約6分[9]
- 南北線「北24条駅」1番出口より徒歩約8分[9]

バス（北海道中央バス）
- 「運輸支局前」停留所より徒歩約2分[9]
- 「北30条西5丁目」停留所より徒歩約4分[9]

バスターミナル
- 「北34条バスターミナル」より徒歩約6分[9]
- 「北24条バスターミナル」より徒歩約8分[9]

## 著名な出身者
スポーツ
- 竹内龍臣 - プロ野球選手
- ンダウ・ターラ - プロサッカー選手
- 河波櫻士 - プロサッカー選手
- 遠田誠治 - 野球部監督、元プロ野球選手

## 本校が登場する作品
- アニメ『生徒会の一存』- 2009年10月 - 12月放送。作品制作協力として参加。